# あなたのいる世界
「あなたのいる世界」（あなたのいるせかい）は、2002年6月5日に発売されたチューリップの通算40枚目のシングル。

## 解説
「この愛は忘れていいよ」以来4年半ぶりのシングルはバンドデビュー30周年記念シングルで、「抱きあって」CD盤以来2枚目となる3曲入りシングル。本作から、これまでの8cmCDから規格変更され、12cmCDで発売された。
財津和夫から観客（＝あなた）への感謝を込めた楽曲で、U2を意識したサウンドを目指して制作されたが、30周年ツアーでは演奏されなかった。

## 収録曲
全編曲：TULIP
1. あなたのいる世界
  - 作詞・作曲：財津和夫
2. 風の中の子供のように
  - 作詞：安部俊幸・宮城伸一郎　作曲：姫野達也　
  - 安部と姫野とともに宮城が共作した唯一の楽曲で、ボーカルは姫野。
3. You are in the World
  - 作詞・作曲：財津和夫
  - 「あなたのいる世界」と同様に観客（=You）をコンセプトに作成された楽曲で、こちらはツアーのタイトルとして使用され、ライブでも演奏された。
  - ボーカルは財津。